# NS Arktika
NS Arktika (ros. Арктика) – lodołamacz radziecki o napędzie jądrowym typu Arktika.
Władze radzieckie, zachęcone rezultatami pracy pierwszego atomowego lodołamacza Lenin, zleciły budowę kolejnych jednostek. W 1974 w stoczni leningradzkiej zwodowano Arktikę. Do eksploatacji weszła rok później. 
17 sierpnia 1977 Arktika, jako pierwszy na świecie statek nawodny, dotarła do bieguna północnego, krusząc po drodze lód o grubości 4 m.
W październiku 2008 został wycofany z eksploatacji.
Siłownia okrętu składa się z 3 reaktorów jądrowych. Zapas paliwa umożliwiał pływanie przez 3 lata bez zawijania do portów.